# Eupithecia hohokamae
Eupithecia hohokamae là một loài bướm đêm trong họ Geometridae.